# السموعي
السموعي كانت قرية فلسطينية تبعد 4 كيلومترات غرب مدينة صفد.

## الجغرافيا
تقع القرية على السفح الشرقي لجبل زبود، وتشرف على صفد من جهة الشرق، وكانت تبعد نحو 100 متراً عن غرب الطريق العام الواصل بين صفد وعكا، وتبعد حوالي 5 كيلومتراً من فراضية وتحيط بها كذلك الظاهرية التحتا بيت جن وميرون، مساحات 27 دونم، وتبلغ مساحة أراضيها، 15135منها 170 دونم زيتون 86 دونم شوارع ووديان تحيط بالقرية مواقع أثرية تحوي على أساسات جدران وأعمدة وقبور منقورة بالصخر ومغر، وخربة رأس الفوّار من الشمال الغربي لعكا. بلغ عدد السكّان 173 نسمة عام 1922، ارتفع عددهم إلى 213 عام 1931، وعام 1945 بلغ عدد السكان 310 نسمة كلهم من المسلمين.

## احتلال القرية
احتلت القرية في أكتوبر/تشرين الأول عام 1948 ضمن عملية حيرام تقول المصادر بأن هذه القرية تعتر مثالاً لقرية قاومت الاحتلال وهناك من يقول أنها أهلها فروا جزئياً نتيجة الرعب بعد سقوط صفد في 14مايو/ أيار عام 1948.

## السكان اليوم
يتواجد أهالي السموعي اليوم في مخيم عين الحلوة ومخيم نهر البارد والشتات.

## القرية اليوم
تنو أشجار التين والزيتون بكثر في البلد، لم يبقى من القرية إلا بعض الجدران البيوت المبتورة، وقناة وبئر يستعمل المستوطنون اليهود أراضي القرية لرعي الماشية والزراعة عام 1949 أقيم شرفي القرية مستوطنة كفار شماي.

## السموعي في الأدب
كتب الأديب الفلسطيني محمد نفّاع قصته «مختار السموعي» تيمنا باسم القرية المهجرة عام 1948 يشرح بها ظروف النكبة وما تلاها من تغيير أسماء ودلالات المكان والقرى الفلسطينية وكذلك ورد في القصة نوع من جناس غير تام بين القرية السمّوعي قضاء صفد، التي هجّرت عام 1948 وبين قرية السموع جنوب الخليل واحتلالها عام 1967.

## وصلات خارجية
- السموعي ترحب بكم